# Die Liebe in den Zeiten der Cholera
Die Liebe in den Zeiten der Cholera (spanisch El amor en los tiempos del cólera) ist ein Roman des kolumbianischen Literaturnobelpreisträgers Gabriel García Márquez. Im spanischsprachigen Original erschien das Werk 1985.

## Überblick
Ein auktorialer Erzähler entfaltet nach dem ersten Teil der Rahmenhandlung (Kp. 1 und 6) im Rückblick chronologisch die märchenhaft phantastische Liebesgeschichte Florentino Arizas und der schönen Fermina Daza, die sich als Jugendliche in der kolumbianischen Hafenstadt Cartagena de Indias an der karibischen Küste kennenlernen. Diese platonische Beziehung wird von Ferminas Vater beendet, weil er für seine Tochter nur einen reichen und angesehenen Schwiegersohn akzeptiert. Doktor Juvenal Urbino de la Calle ist sein Wunschkandidat. Fermina gibt nach drei Jahren dem Werben des sozial höher gestellten Arztes nach und geht mit ihm eine ca. 50 Jahre dauernde Ehe ein. Ariza hat der Freundin ewige Liebe geschworen. Die Hoffnung auf die Erfüllung seines Wunsches bestimmt sein Leben und ist für ihn die Antriebsfeder seiner beruflichen und gesellschaftlichen Karriere (Kp. 2–5). Zeitlich schließen an diesen Rückblick die Kp. 1 und 6 an. Nach dem Tod Urbinos macht der gereifte Florentino der Witwe erneut einen Antrag und gewinnt sie mit einer neuen Werbestrategie nach Hunderten von Schreibmaschinenbriefen und einer Dampferfahrt auf dem Río Magdalena für sich.

## Inhalt
Kp. 1
Der Roman beginnt um das Jahr 1930 herum an einem Pfingstsonntag, an dem der 81-jährige Arzt Juvenal Urbino in Cartagena stirbt, als er seinen entflogenen Papagei vom Baum holen will und von der Leiter stürzt. Voraus geht eine Reihe von Vorausdeutungen auf Urbinos Tod: Der Selbstmord des mit ihm befreundeten Antillenflüchtlings Jeremiah de Saint-Amour. Das im sintflutartigen Regenfall fast untergegangene Festmahl bei Doktor Lácides Olivella. Die Beschädigungen in Haus und Garten durch die tragikomischen Versuche, den Papagei einzufangen. Auch sein Begräbnis und die Totenfeier am nächsten Tag sind von Überschwemmungen beeinträchtigt. Bei der Verabschiedung der Trauergäste nähert sich der 72-jährigen Witwe überraschend der vier Jahre ältere Florentino Ariza mit den Worten: „Fermina, auf diese Gelegenheit habe ich über ein halbes Jahrhundert gewartet, um Ihnen erneut ewige Treue und stete Liebe zu schwören.“ Fermina reagiert empört und schickt ihn weg.
Kp. 2–5 erzählen im Rückblick die romantische Liebe der beiden Jugendlichen, ihre Trennung und die folgende 50-jährige Entwicklung in einer Mischung aus Realitätsdarstellung und sagenhafter Übersteigerung.
Kp. 2
Die Romanze beginnt Anfang der 1870er Jahre, als der 18-jährige Florentino Ariza die 13-jährige Fermina zum ersten Mal sieht und ihr in einem Brief Treue und ewige Liebe schwört. Florentino, der illegitime Sohn des Reeders Pio Quinto Loayza und der Kurzwarenhändlerin Tránsito Ariza, arbeitet zu diesem Zeitpunkt als Telegraphenassistent, spielt gut Geige, liest viel, ist wie sein Vater ein Träumer und taucht gerne ein in die Welt literarischer Figuren. Fermina ist gerade mit Vater Lorenzo Daza und Tante Escolástica vom Land in die Stadt gezogen und besucht als Schülerin die auf das Ehe- und Familienleben vorbereitende „Presentación de la Santísima Virgen“. Ihr Vater hat als Maultierhändler in der Provinz San Juan de la Ciénaga Geld verdient und in Cartagena ein Haus gekauft. Seine schöne Tochter soll nach ihrem Schulabschluss einen reichen Mann der Oberschicht heiraten. Fermina reagiert zuerst ängstlich zurückhaltend auf die Werbungen des Jungen, da sie vor ihrem despotischen Vater Angst hat, beantwortet dann aber aus Neugier zurückhaltend Florentinos lyrische Ergüsse, die er seinen Büchern entliehen hat. Mit Unterstützung Escolásticas entwickelt sich ein heimlicher Briefwechsel, verbunden mit einem abenteuerlichen Versteckspiel, da die Botschaften an wechselnden Plätzen deponiert werden. Dadurch steigern sich beide in einen Liebesrausch und versprechen einander nach zwei Jahren die Ehe. Als Fermina in der Schule beim Briefeschreiben erwischt wird, beendet ihr Vater das Verhältnis und unternimmt mit ihr eine „Reise des Vergessens“ zur weit verstreuten reichen Verwandtschaft seiner verstorbenen Frau Fermina Sánchez ins Gebiet östlich der Sierra Nevada de Santa Marta. Doch Florentino recherchiert über sein Telegraphennetz ihre Aufenthaltsorte und hält den Kontakt mit Hilfe konspirativer, für verbotene Liebesromanzen empfänglicher Cousinen. Er lebt unbeeindruckt von einer sexuell verführerischen Umwelt in einer reinen Traumwelt, verliert seinen Realitätssinn und schreibt poetische Telegramme an die idealisierte Geliebte. Als Lorenzo Daza mit seiner Tochter in der Annahme, sie sei von ihrer Schwärmerei geheilt, nach Cartagena zurückkehrt, übernimmt die gereifte, selbstbewusste 17-Jährige sogleich die Führung des Haushalts. In ihrer Phantasie setzt sie zwar zuerst ihr geheimes Liebesleben mit dem künftigen Gatten fort, doch die Gesellschaft mit der lebenslustigen Familie hat ihr isoliertes Weltbild verändert. Als Florentino sie auf dem Markt anspricht, ist sie über dessen Erscheinung und sein bleiches Gesicht erschrocken. Sie zweifelt an der Kraft seiner poetischen Liebesbriefe im Alltagsleben und ihr wird bewusst, dass sie ihn eigentlich nicht kennt. Sie sagt ihm, dass ihre Liebe nur eine Illusion gewesen sei, gibt ihm seine Briefe zurück und beendet den Kontakt.
Kp. 3
Der 28-jährige Arzt Juvenal Urbino kehrt zur Zeit des Bürgerkrieges zwischen Konservativen und Liberalen nach dem Cholera-Tod seines Vaters aus Paris nach Cartagena zurück. Er engagiert sich mit Kenntnissen neuerer Medizin für hygienische Maßnahmen in der Stadt und lernt die 18-jährige Fermina als Patientin einer Darmerkrankung kennen. Ihr Stolz gefällt ihm und er bittet sie um ein Rendezvous. Sie ignoriert lange Zeit seine Briefe, wehrt sich gegen eine vom Vater gewünschte Aufstiegsehe und stimmt erst einige Jahre später dieser Verbindung zu, als ihre zu Besuch weilende Cousine Hildebranda Sánchez von der Eleganz und dem charmanten Benehmen Urbinos schwärmt. Auch wird ihr langsam klar, dass eine solche Ehe für sie eine einmalige Chance ist und sie bald 21 Jahre alt wird, was sie sich als Grenze ihrer Jungfernschaft gesetzt hat. So entscheidet sie sich um das Jahr 1880 herum kurzentschlossen für die Heirat und wird mit ihrem Mann während einer eineinhalbjährigen Europareise durch sein einfühlsames Vorgehen vertraut. Fermina entwickelt in Paris ihren eigenen Stil und tritt nach ihrer Rückkehr als schwangere Ehefrau des angesehenen Arztes selbstbewusst in der hohen Gesellschaft auf, die sie anfangs wegen ihrer ländlichen Herkunft als nicht standesgemäß betrachtet, aber ihre führende Position akzeptieren muss.
Als Florentino von der bevorstehenden Hochzeit erfährt, ist er zutiefst deprimiert, nimmt durch Vermittlung seines Onkels Léon XII Loayza die Telegraphistenstelle in dem weit entfernten Städtchen Villa de Leyva an, kehrt aber nach der Ankunft sofort wieder in die Stadt seiner Geliebten zurück und versucht sie durch eine akribisch dokumentierte Serie sexueller Affären zu vergessen, beginnend mit der Witwe Nazaret.
Kp. 4
Kp. 4 erzählt die weitere berufliche Entwicklung Florentinos und, im Rückblick, die Familiengeschichte seines Vaters und die Entwicklung der Flussschifffahrtsgesellschaft. Als 27-Jähriger versucht er einen Neuanfang. Er will reich und gesellschaftlich anerkannt werden und dadurch Fermina seine Tüchtigkeit beweisen. Er bittet seinen Onkel um eine Anstellung bei dessen „Karibischer Flussschifffahrtskompagnie“, muss mit Hilfsarbeiten beginnen, lässt sich aber nicht entmutigen und lernt im Laufe von dreißig Jahren alle Bereiche des Betriebs kennen. So arbeitet er sich zielstrebig und ausdauernd Stufe um Stufe nach oben bis zur Geschäftsführung. Die Erinnerung an die junge Fermina ist bei allem, was er macht, präsent, er versucht sie zu verdrängen, wartet aber jahrzehntelang auf eine Beziehung mit ihr als Witwe nach Urbinos Tod. Zur Überbrückung schreibt er für verliebte junge Leute unentgeltlich poetische Liebesbriefe und beginnt als Ersatzbefriedigung eine lange Reihe geheim gehaltener Liebesaffären mit teils komischen-satirischen, teils tragischen Zügen, beispielsweise mit der fünfzigjährigen Ausencia Santander, der Geliebten eines mit ihm befreundeten Kapitäns, mit der Amateurdichterin und Lehrerin für Bürgerkunde Sara Noriege, mit der schönen Olimpia Zuleta, die von ihrem Mann nach Entdeckung ihrer Untreue mit dem Rasiermesser ermordet wird, oder im „genüßlichen Fieber der Abenddämmerung“ und dem „Zauber einer erfrischenden Perversion“ mit der 14-jährigen Schülerin América Vicuña, einer entfernten Verwandten, die ihm von ihren Eltern zur Betreuung anvertraut worden ist. Nach ihrer Trennung begeht das Mädchen Selbstmord. Dazwischen schwängert er sein Dienstmädchen und zwingt ihren Verehrer, sie zu heiraten.
Zu diesem Zeitpunkt hat sich Ferminas Ehe nach einer Krise wieder gefestigt. Zwar wirkten beide bei den vielen öffentlichen Auftritten glücklich, aber bereits nach der Hochzeitsreise fühlte sie sich im alten Familienpalais „Casalduero“ von den traditionellen Vorstellungen der Schwiegermutter Doña Blanca und der Schwägerinnen in ihrer Freiheit eingeengt und als nicht standesgemäßes Landmädchen bevormundet. Ihrem Mann wirft sie vor, nicht für sie einzutreten und die Spannungen zu bagatellisieren. Nachdem ihr Vater ungesetzlicher Geschäfte beschuldigt wird und Urbino eine gerichtliche Untersuchung nur dadurch verhindern kann, dass Lorenzo Daza das Land verlässt und nach Spanien zurückkehrt, zieht sie sich tagsüber ins väterliche Haus zurück und trifft sich dort mit ihren Freundinnen. Schließlich zwingt sie ihren Mann, sich zwischen ihr und seiner Familie zu entscheiden. Sie einigen sich, mit ihrem Sohn Marco Aurelio für zwei Jahre nach Paris zu gehen, um ihre Ehe zu stabilisieren, was auch gelingt. Als die Nachricht vom Tod Doña Blancas eintrifft, kehren sie zurück und bauen eine Villa auf der der Stadt vorgelagerten Insel La Manga. Inzwischen wurde die Tochter Ofelia geboren und die Familiensituation wirkt harmonisch. Als inzwischen anerkanntes Mitglied der Oberschicht bereut sie ihre damalige Entscheidung nicht, nur der Schatten eines Schuldgefühls streift sie ab und zu, wenn in der Gesellschaft von Florentino als dem Kronprinzen in der Kompagnie seines Onkels die Rede ist, und sie denkt immer wieder wehmütig an die nicht realisierten und vermutlich nicht realisierbaren Träume der Jugendzeit zurück. Ernüchtert erkennt sie, dass sie nie die ersehnte Autonomie erreicht hat, sondern eine „Luxusdienerin“ ihres Mannes geworden ist: „Sie hatte stets das Gefühl, ein vom Ehemann geliehenes Leben zu leben: als absolute Herrscherin über ein weites Reich des Glücks, das von ihm und allein für ihn aufgebaut worden war.“ Aber diese Zeit ist zugleich die der größten Gemeinsamkeit Juvenals und Ferminas.
Kp. 5
In der neuen Villa verbringen Juvenal Urbino und seine Frau ihre besten Jahre. Florentino beobachtet aus der Ferne das schöne Vorzeigepaar der Honoratioren bei repräsentativen Aufgaben, z. B. bei der Eröffnung der Luftpost durch einen Flug im Heißluftballon anlässlich der Jahrhundertwende oder bei der Einweihung eines Schiffes. Die zweite Ehekrise mit der als Erholungsreise deklarierten Trennung Ferminas von ihrem Mann durch einen zweijährigen Aufenthalt auf der Hacienda ihrer Cousine Hildebranda in der Nähe ihrer Geburtsstadt San Juan de la Ciénaga bleibt ihm wie auch der Stadt-Gesellschaft allerdings verborgen. Grund ist eine mehrmonatige Liebesaffäre des 58-jährigen Urbino mit der um 30 Jahren jüngeren geschiedenen protestantischen Theologin Señorita Barbara Lynch, die sich jedoch aus Angst der beiden um ihre öffentliche Reputation nicht entfalten kann. Es kommt nur zu als Patientenbesuche kaschierten hastigen sexuellen Aktionen, bis Fermina am Geruch der Kleidung ihres Mannes eine Rivalin diagnostiziert und die Affäre beendet wird. Nachdem der reuige Juvenal seine Frau zur Rückkehr bewog, scheint alles bereinigt zu sein, aber Risse bleiben zurück, die sich im Alterungsprozess auch äußerlich zeigen, ebenso bei Florentino, und er zweifelt an der Realisierung seines Traumes.
Kp. 6
Kp. 6 setzt zeitlich das 1. Kp. fort. Nach Urbinos Tod scheint Florentino Arizas voreilige Liebeserklärung seine Chancen bei Fermina Daza verdorben zu haben. Aber er verfolgt hartnäckig sein Ziel. Er versucht, seine Affären zu beenden und entwickelt eine neue Strategie. Seine fast täglich eintreffenden Schreibmaschinenbriefe erinnern nicht an die Jugendliebe, sondern greifen Fragen des Lebens, der Liebe, des Alters und des Todes auf. Er versucht in ihr eine „unvernünftige Hoffnung“ zu erwecken, die sie aus den Vorurteilen der starren Standesregeln der Oberschicht befreien soll. So begleitet er ihr Trauerjahr so verständnisvoll und hilfreich, dass Fermina, obwohl sie seine Schreiben nicht beantwortet, ihn zu schätzen beginnt. Sie löst sich immer mehr von der Vergangenheit, verbrennt Kleidung und Gegenstände, die sie an das Unglück erinnern, räumt das Haus aus und macht es zu ihrem eigenen. Dann erst ist sie bereit, Florentino zu empfangen, und es entwickelt sich eine Freundschaft, die von Ferminas Sohn, im Gegensatz zu seiner Schwester, als hilfreich für die alte Mutter angesehen wird. Nach Zeitungsberichten, in dem einmal Urbino verleumdet wird, eine Affäre mit Ferminas bester Freundin gehabt zu haben, und zweitens ihr Vater Lorenzo Daza beschuldigt wird, illegale Waffengeschäfte und Geldtransaktionen betrieben zu haben, stützt Florentino die niedergeschlagene Freundin mit einem Leserbrief gegen die öffentliche Kampagne und schlägt ihr, zwei Jahre nach dem Tod ihres Mannes, zur Erholung eine Dampferfahrt auf dem Río Magdalena vor. Es wird ihre Hochzeitsreise durch eine, anstelle des erhofften tropischen Naturparadieses mit exotischen Tieren, abgeholzte und verwüstete stinkende Sumpflandschaft. Auch Ferminas und Florentinos Körper haben durch die Zeit gelitten, aber ihre Liebe ist durch ihr Alter zärtlich verfeinert: „Es war, als hätten sie den harten Leidensweg des Ehelebens übersprungen, um ohne Umwege zum Kern der Liebe vorzudringen. Sie lebten dahin wie zwei alte, durchs Leben klug gewordene Eheleute, jenseits der Fallen der Leidenschaft, jenseits des grausamen Hohns der Hoffnungen und der Trugbilder der Enttäuschungen: jenseits der Liebe. Denn sie hatten genug zusammen erlebt, um zu erkennen, daß die Liebe zu jeder Zeit und an jedem Ort Liebe war, jedoch mit der Nähe zum Tod an Dichte gewann.“ Um dem „Grauen des wirklichen Lebens“ zu entrinnen, lässt Florentino alle anderen Passagiere aus dem Dampfer aussteigen und die gelbe Choleraflagge hissen, so dass sie abgeschirmt und ungestört das „ganze Leben“ auf dem Magdalenenstrom hin- und herfahren können.

## Interpretation
Das im Originaltitel „El amor en los tiempos del cólera“ verwendete Wort „cólera“ wird im deutschen Titel mit „Cholera“ übersetzt, und dies bezieht sich auf die erfolgreiche Bekämpfung einer Epidemie durch den aus Europa zurückgekehrten Arzt Juvenal Urbino, wodurch sich sein Ansehen und seine Position unter den Honoratioren der Stadt begründen (Kp. 1). In der Haupthandlung des Romans wird gelegentlich von der Choleragefahr, ebenso vom Bürgerkrieg, gesprochen, aber die Protagonisten bleiben von beidem verschont. Am märchenhaften Romanschluss wird die Cholerafahne nur zum Schein aufgezogen, um das alte Paar vor der Gesellschaft abzuschirmen.
Das spanische Wort „cólera“ hat jedoch eine zweite Bedeutung: „Wut, Galle, Zorn“ bzw. im kolumbianischen Spanisch ähnlich wie „fervor“  „Hitze, Leidenschaft“. (Vgl. dazu im Deutschen die mit „Cholera“ verwandten Ausdrücke „cholerisch“ und „einen Koller kriegen“.) Im 4. Kp. wird auf diese beiden Bedeutungen hingewiesen. Florentinos Mutter behauptete, ihr Sohn habe einst die Cholera gehabt und der Erzähler kommentiert: „Natürlich verwechselte sie die Cholera mit der Liebe“. Bei seiner Darmerkrankung wurde bereits die Ähnlichkeit der Symptome bei dem verliebten Florentino erkannt. „Liebesglut und Seelenqual“ trifft demnach eher die Thematik des Romans.

## Rezeption
Die Liebe in den Zeiten der Cholera gilt als eines der bedeutendsten literarischen Werke des ausgehenden 20. Jahrhunderts und fügt sich als Geschichte vom Leben und Lieben in Lateinamerika nahtlos in das Spätwerk García Márquez’ ein. Der magische Realismus, der für Hundert Jahre Einsamkeit kennzeichnend war, macht hier einem phantasievoll und psychologisch ausgestalteten Realismus Platz, in dem freilich auch die Geschichte Kolumbiens zwischen 1875 und 1935 (der ungefähren Zeit der Romanhandlung) nur noch am Rande eine Rolle spielt. Am Rande ist gelegentlich von der Zeit der ständigen Bürgerkriege die Rede. Neben der nie endenden Liebe Florentinos sind auch die Ehe Ferminas und das Altern die beiden Themen des Romans.

## Adaptionen
- Die 1996 in Houston uraufgeführte Oper Florencia en el Amazonas von Daniel Catán basiert zum Teil auf Motiven aus dem Werk.
- 2007 wurde der Roman unter Regie von Mike Newell verfilmt.

## Ausgaben
- El amor en los tiempos del cólera (1985), dt. (Übers. von Dagmar Ploetz): Die Liebe in den Zeiten der Cholera. Kiepenheuer & Witsch, Köln, 1987. ISBN 3-462-01804-3 (68 Wochen lang in den Jahren 1987 und 1988 auf dem Platz 1 der Spiegel-Bestsellerliste)